# إقليم بويومبورا مايري
إقليم بويومبورا مايري (بالإنجليزية: Bujumbura Mairie Province) هو إقليم في بوروندي، بلغ عدد سكانه 497,166  نسمة وذلك حسب إحصائيات سنة 2008، عاصمته بوجومبورا، تبلغ مساحته 86.52 كيلومتر مربع.

## التقسيمات الإدارية
- بوجومبورا
- Commune of Buyenzi [الإنجليزية]‏
- Bwiza Zone  [لغات أخرى]‏
- Ngagara zone  [لغات أخرى]‏
- Nyakabiga zone  [لغات أخرى]‏
- Zone of Musaga  [لغات أخرى]‏
- Commune of Cibitoke  [لغات أخرى]‏
- Kamenge zone  [لغات أخرى]‏
- Commune of Kinama [الإنجليزية]‏
- Rohero zone  [لغات أخرى]‏.